# Helperic von Auxerre
Helperic von Auxerre (auch Elpricus, Hilpericus, Chilpericus u. ä.) war Benediktinermönch, Lehrer, Wissenschaftler und Theologe im 9. Jahrhundert. Man nimmt an, dass er an der Klosterschule der Abtei Saint-Germain d’Auxerre wirkte. Allerdings wird seine Hauptschrift Liber de computo auch mit dem Namen Helpericus, monachus Sangallensis (= Kloster St. Gallen) verbunden. Dabei wird auf den Liber de Viris illustribus Ordinis sancti Benedicti des Johannes Trithemius verwiesen.
In der praefatio zu seinem Hauptwerk stellt er selbst einen Bezug zu Auxerre her. Einerseits sendet er dieses Werk einem dort lebenden Pater zur wohlwollenden Begutachtung, andererseits erwähnt er auch seinen längeren Aufenthalt dort. Ebenso bezieht er sich aber auf das Kloster Moutier-Grandval, dessen lehrende Mönche mit St. Gallen in Verbindung standen. Diese praefatio und der anschließende prologus werfen ein interessantes Licht auf seine Tätigkeit und Persönlichkeit und auch auf das klösterliche Leben der damaligen Zeit. Helperic bezeichnet sich als Lehrer der ars calculatoris, also nicht der zu den artes liberales gehörigen Arithmetik, sondern einer praxisnahen Rechenkunst, für die heranwachsenden Schüler. Auf deren Wunsch habe er dieses Buch über den Kalender und die Zeit erstellt, in einer einfachen Sprache und nur das notwendige darstellend. Wer tiefere Einblicke wünscht, den verweist er auf den venerabilis vir Domini Beda presbyter, also auf Beda Venerabilis.
Auch persönliche Dinge bringt er zur Sprache. Er gibt seine infelix instabilia zu, durch die er gegen die stabilitas loci, die Ortsgebundenheit des Benediktinerordens verstoßen habe. Als er nach längerer Zeit in sein Kloster zurückkehrte, wurde er empfindlich bestraft, ob tatsächlich mit Prügel oder „nur“ durch Beleidigungen und Spott (das verwendete Verb verbero bedeutet beides) muss offen bleiben.
Außerdem hat sich von Helperic nur eine kurze theologische Erörterung (im De Devinis Officiis Liber des Alkuin) erhalten.